# Surinaamse parlementsverkiezingen 2025/Kandidatenlijst/BEP
Dit is de lijst van kandidaten voor de Surinaamse parlementsverkiezingen in 2025 van de BEP. De lijsttrekker is Ronny Asabina. De verkiezingen vinden plaats op 25 mei 2025.
De onderstaande deelnemers kandideren op grond van landelijke evenredigheid voor een zetel in De Nationale Assemblée. Los van deze lijst vinden tegelijkertijd de verkiezingen plaats voor de districtsraden en de ressortraden.

## Kandidatenlijst
Hieronder volg de kandidatenlijst.
1. Ronny Asabina (Ronny Astrado Asabina)
2. Edgar Dikan (Edgar André Dikan)
3. Lenie Eduards-Josafath (Lenie Wiesje Eduards-Josafath)
4. Refaja Lindveld (Refaja Cherelle Carolien Lindveld)
5. Winston Lame (Winston Anantis Lame)
6. Liola Tamin (Liola Ilanga Tamin)
7. Prakash Raghoebir (Prakash Jayant Raghoebir)
8. Figuera Hardley-Luck (Rillionsa Hardley-Luck Figuera)
9. Jon-Feryann Martodikromo (Jon-Feryann Martodikromo)
10. Raymond Landveld (Raymond Harold Landveld)
11. Johan Koese (Johan André Koese)
12. Kristie Armaketo (Kristie Kimberly Armaketo)
13. Remi Kanapé (Remi Richard Kanapé)
14. Rildo Aserie (Rildo Florian Melito Aserie)
15. Justina Eduards (Justina Claudina Eduards)
16. Elizabeth Piqué (Elizabeth Rosalina Piqué)
17. Johannes Tojo (Johannes Commowé Tojo)
18. Gerold Hiwat (Gerold Cicil Hiwat)
19. Roy Betterson (Roy Hesdey Betterson)
20. Ifna Vrede (Urmie Ifna Vrede)
21. Gerrold Vismale (Gerrold Jean Vismale)
22. Nini Koese (Nini Patricia Koese)
23. Ruella Goedewacht (Ruela Asna Rovaney GoedeWacht)
24. Somiera Weewee (Somiera Yvonne Weewee)
25. Jeffrey Vorswijk (Jeffrey Brigel Vorswijk)
26. Inez Niamat (Inez Soraja Niamat)
27. Sharo Mainsie (Sharo Elvis Jason Mainsie)
28. Edwin Noordzee (Edwin Noordzee)
29. Leo Adang (Leo Adang)
30. Jacqleen Swedo (Jacqleen Richel Maira Swedo)
31. Ceciel Pinas (Ceciel Wanni Pinas)
32. Nita Linga (Nita Linga)
33. Valentino Karijodinomo (Valentino Harijanto Karijodinomo)
34. Donna Devear (Donna Indira Devear)
35. Faini Agammatie (Faini Agammatie)
36. Stephanie Vola (Stephanie Mariska Vola)
37. Genévre Khedoe (Genévre Karisha Khedoe)
38. Thomas Mahes (Thomas Kapiel Mahes)
39. Ronita Matai (Ronita Matai)
40. Varousca Amautan (Varousca Jaël Senevierre Amautan)
41. Martin Bel (Martin Reginio Bel)
42. Desiree Kolf (Desiree Edward Kolf)
43. Benito Swamipersad (Benito Sharwankumar Swamipersad)
44. Phylisia Jubitana (Phylisia Cerrelyn Jubitana)
45. Shysiane Main (Shysiane Nadira Main)
46. Xahiera Haynes (Xahiera Chafellie Aranxja Haynes)
47. Alfiano Karijo (Alfiano Karijo)
48. Rudolf Martinus (Rudolf Martinus)
49. Naomi Aviankoi (Naomi Orthens Aviankoi)
50. Richenel Vrieze (Richenel Dilipkoemar Vrieze)
51. Winston Adaba (Winston Winsley Adaba)

Kandidaten per partij: A20 · 
ABOP · 
APP · 
BEP · 
DA'91 · 
DNL · 
DUS · 
NDP · 
NPS · 
OPTSU · 
PL · 
PVC · 
VHP · 
VLS